# Pirita (Észtország)
Pirita Észtország fővárosának, Tallinn-nak az egyik kerülete (linnaosa). Tallinn egyik legvonzóbb és legdrágább városrésze, mely a főváros északkeleti részén helyezkedik el. Lakossága 2016. március 1-jén 18 075 fő volt. Tallinn nyolc kerülete közül a 18,7 km² területű Piritának van a legkisebb lélekszáma. A területen elsősorban családi házak és nyaralók találhatók.
A kerület kilenc településrészből (észtül: asum) áll: Iru, Kloostrimetsa, Kose, Laiaküla, Lepiku, Maarjamäe, Merivälja, Mähe és a kerület nevét is adó Pirita településrészből.
A városrész legnevezetesebb és legrégibb épülete a Szent Brigitta-kolostor. Innen ered a korábbi település neve is, a Pirita a Brigitta módosult alakja.
Prita elsősorban a kikapcsolódáshoz, sporthoz és üdüléshez kapcsolódó létesítményekről ismert. Ott található Tallinn tengeri strandja, a piritai strand, valamint a Pirita folyó tengeri torkolatánál kialakított vitorlás- és jachtkikötő. A tengerparton a városközpont felől a kikötőig tengerparti sétány húzódik végig. A Pirita folyó környéke 1957 óta természetvédelmi terület.
Piritában építették fel az 1980-as nyári olimpiai játékokra a vitorlás versenyszámoknak helyet adó Tallinni Olimpiai Központot (Olümpiakeskus), valamint a 314 m magas tallinni tévétornyot. Piritában található a Tallinni botanikus kert (Tallinna Botaanikaaed) és a Tallinni Kerékpáros Versenypálya (Pirita Velotrekk) is.